# Чинор (район Рудаки)
Чинор (тадж. Чинор) — село в районе Рудаки Республики Таджикистан. Входит в состав джамоата (сельской общины) Султонобод.
Находится на расстоянии 1 км от районного центра (пгт. Сомониён) и 17 км от центра джамоата (село Султонобод).
Население — 363 чел. (2017).